# Colonel Tom Parker
Colonel Tom Parker, voluit Thomas Andrew Parker en geboren als Andreas Cornelis (Dries) van Kuijk (Breda, 26 juni 1909 – Las Vegas, 21 januari 1997), was manager van Elvis Presley. Hij was Nederlander van geboorte. Hij emigreerde zonder papieren naar de Verenigde Staten en begon als promotor van circussen. Hij was exclusief manager van Elvis vanaf 1955 tot aan diens dood in 1977. Van Kuijk is zijn hele leven zwijgzaam geweest over zijn Nederlandse achtergrond. Hij werd in een adem een geboren sjacheraar en een van de beste managers in rock-'n-roll genoemd.

## Biografie

### Vóór Elvis
Dries van Kuijk was de zoon van Adam van Kuijk (1866–1925) en Maria Elisabeth (Marie) Ponsie (1876–1958). Hij werd geboren aan de Vlaszak, een straatje in de historische binnenstad van Breda. Vader Van Kuijk was een voormalig militair en werkte als koetsier-stalmeester voor transportbedrijf Van Gend & Loos in Breda, dat in die tijd gevestigd was aan de Veemarktstraat, vlak bij de Vlaszak. Het gezin woonde boven de stallen. Dries verdiende geld met allerlei baantjes, onder andere het dragen van bagage voor reizigers op het station en het lopen met reclameborden van circussen die de stad bezochten. In de stallen van zijn vader ontwikkelde hij op zondagmiddagen zijn eerste voorliefde voor het circus. Hier demonstreerde hij broers, zusters en vriendjes hoe vaardig hij de paarden kon dresseren.
Toen in 1925 zijn vader stierf, moest het gezin verhuizen en raakte het ontregeld. Hij kreeg een baantje op een vrachtschip dat een lijndienst onderhield op Rotterdam. In 1927, op achttienjarige leeftijd, waagde hij illegaal de oversteek naar de Verenigde Staten, waar hij een jaar verbleef, naar eigen zeggen bij een Nederlandse familie, maar na die tijd werd hij door de marechaussee weer teruggebracht naar Breda. Na een laatste bezoek aan Breda vertrok hij in 1929 voorgoed, zijn spullen achterlatend op zijn kamer in Rotterdam. Via de Nederlandse Antillen bereikte hij de haven van Mobile in Alabama aan de Golf van Mexico. Hij meldde zich bij de kazerne waar in die tijd alle soorten vrijwilligers werden aangenomen en tekende voor het Amerikaanse leger. Hij trad toe tot het 64e regiment van de kustartillerie in Fort Shafter, dat onder meer de taak had de marinebasis Pearl Harbor op Hawaï tegen luchtaanvallen te beschermen. In die tijd hield hij contact met zijn familie; hij stuurde van januari 1930 tot februari 1932 iedere maand vijf dollar naar huis en zijn moeder stuurde pakjes met sokken en ondergoed naar zijn legeronderdeel.
Van Kuijk reisde zonder papieren, dus illegaal, de VS in. Daardoor kon hij geen Amerikaans paspoort krijgen. Bovendien verspeelde hij zijn Nederlandse nationaliteit door dienst te nemen in een buitenlands leger. Vanaf dit moment was hij staatloos, wat verklaart waarom hij nooit de VS verlaten heeft. Het feit dat hij binnen de VS illegaal was, heeft nooit directe problemen opgeleverd, maar hij was wel steeds op zijn hoede voor officiële instanties.
Van Kuijk verhuisde naar Pensacola in Florida en werd ontslagen uit het Amerikaanse leger wegens psychopathisch gedrag. Dit werd pas in 2003 aan het licht gebracht door Alanna Nash in haar boek Elvis and The Colonel. Zij slaagde erin het betreffende document van een legerarts terug te vinden en drukte een kopie daarvan af in haar boek.
Van Kuijk veranderde zijn naam in Thomas Andrew Parker of kortweg Tom Parker en leefde onder dit pseudoniem verder als Amerikaan, zonder papieren en zonder paspoort. Zijn tweede voornaam, Andrew, is de Engelse versie van zijn echte voornaam Andries/Andreas. Zijn werkelijke afkomst heeft Van Kuijk steeds verduisterd; zelf noemde hij Huntington in West Virginia als geboorteplaats. Uiteindelijk werd hij in Nederland herkend toen hij op foto's naast Elvis Presley stond: een van zijn broers en zussen herkende hem begin jaren 60 in het blad Rosita, waarin hij naast Presley op de foto stond. Zijn neef Ad van Kuijk jr. schreef hem een brief waarin hij hem vroeg of hij zijn oom was. De brief werd beantwoord met als afzender Thomas A. Parker, Box 47, Madison, Tenn, maar ondertekend met zijn echte naam 'André'.
In 1961 nodigde Colonel Parker zijn broer Ad uit naar Amerika te komen. Hij verbleef een week en stelde Ad voor aan Elvis Presley. Tijdens het bezoek meldde Adam van Kuijk dat hun moeder drie jaar eerder overleden was, in 1958. Zij heeft nooit geweten wat er met haar zoon gebeurd is toen hij voorgoed uit Nederland vertrok in 1929. Adam is overleden aan longemfyseem in 1992, hij heeft Parker niet meer gezien of gesproken sinds dat bezoek.
In Tampa (Florida) trouwde hij met Marie Mott. Dat huwelijk is nooit bij de autoriteiten geregistreerd en daardoor niet officieel.

### In de muziekwereld
In 1939 kreeg hij zijn eerste zanger te promoten: Gene Austin. In die jaren werden artiesten nog via een radiostation geboekt, maar Parker zag mogelijkheden een artiest volledig onder contract te krijgen. Hij verhuisde naar Nashville, het hart van de countrymuziek en klom op in het vak. In 1953 zou hij de redelijk bekende Eddy Arnold managen (Arnold ontsloeg hem) en in 1954 Hank Snow. Samen met Snow had hij de onderneming Jamboree Attractions, onder andere voor het opzetten van tournees. Via zijn artiesten kreeg hij contacten met platenmaatschappij RCA, muziekuitgeverij Hill & Range en boekingskantoor William Morris Agency. Precies deze bedrijven zouden later via hem ook Presley onder contract krijgen.
Inmiddels werd een oude kennis van Parker, zanger Jimmie Davis, gouverneur van Louisiana (1944–1948). Van hem kreeg Parker de eretitel 'Colonel'.

### Colonel Parker en Presley
Omdat Colonel Parker zag dat Presley sensationeel populair werd, stuurde hij aan op een contract, onder meer door zijn ouders in te palmen. Op 18 augustus 1955 tekenden de minderjarige Presley en zijn ouders een contract met Parker. Rivalen werden weggewerkt: Sun Records van Sam Phillips werd uitgekocht, kompaan Hank Snow kwam niet eens in het contract voor. De eerste grote bedragen stroomden binnen: Parker wist een contract te sluiten met platenmaatschappij RCA Victor voor het enorme bedrag van 35.000 dollar. Via RCA brak Presley in heel Amerika door met Heartbreak Hotel.
Parker kon niet voorkomen dat Presley in militaire dienst moest – waarschijnlijker is dat hij dat niet wilde voorkomen. Rock-'n-roll leek in die tijd nog steeds iets tijdelijks, dus een routewijziging in de carrière was wenselijk. In het laatste deel van zijn diensttijd was Presley in Duitsland gelegerd en toen hij in 1960 terugkwam, kon hij als opvolger van Frank Sinatra gebracht worden. Parker had een televisie-uitzending geregeld met Presley en Sinatra, beiden in het pak.
De ontwikkeling van Presleys talent of belangstelling was geen onderwerp voor Parker. Evenmin stond goede smaak hoog op zijn lijstje. Rumoerige optredens waren verleden tijd, muziekfilm was nu het gekozen medium. Maar dan wel films die snel geld opleverden, liever dan een sterstatus voor langere termijn. En in de platenstudio gold: Presley mocht een liedje pas opnemen als Parker een deel van de rechten had gekregen, een praktijk waar betere songwriters niet aan meededen. In de jaren zestig produceerde Presley zeer veel inferieur materiaal; hij overleefde slechts op de heldenroem die hij had verworven bij eerste generatie rock-'n-roll-liefhebbers in de VS. Slechts enkele keren toonde Presley zijn rock-'n-rollhart, bijvoorbeeld in de comeback-show van 1968 en op de single Suspicious Minds.
In de jaren 70 sloot Parker grotere contracten af met het Hiltonhotel in Las Vegas, maar ook deze optredens leverden geen bevrediging op voor de artiest.

### Na Elvis
Na Presleys overlijden in 1977 zei Parker: "Ik blijf hem gewoon managen", maar dat liep niet goed af. Lisa Marie Presley (1968-2023) was Presleys minderjarige erfgename. De rechter die de erfenis moest bevestigen, vond de werkwijze van Parker niet geheel in het belang van de erfgename. Uiteindelijk werd de zaak in 1982 geschikt. Parker werd afgekocht en mocht zich niet meer met de Presleys bemoeien.
Parker keerde nooit naar Nederland terug en wimpelde vragen over zijn verleden af. Slechts twee Nederlandse journalisten slaagden erin hem kort te spreken. Constant Meijers ontmoette Parker tijdens zijn onderzoeksreis voor een Veronica-documentaire in het casino van het Hiltonhotel in Las Vegas en schreef een uitgebreid artikel over hem in HP/De Tijd. Regisseur Jorrit van der Kooi maakte beelden van een gokkende Colonel Parker in een casino.
Er bestaat een vermeende (stiekem gefilmde) opname van Parker waarin hij enkele woordjes Nederlands spreekt.
Dries van Kuijk, alias Colonel Tom Parker, overleed in 1997 op 87-jarige leeftijd in Las Vegas aan een beroerte.
In de film Elvis uit 2022 staat de verhouding tussen Presley en Parker centraal. Parker wordt in de film vertolkt door Tom Hanks.
- Gemeinsame Normdatei: 12122094X
- International Standard Name Identifier: 0000 0000 5484 2028
- Library of Congress Control Number: n87892962
- MusicBrainz: 7d043e92-2c5b-447f-952e-dbca86c0363c
- Nederlandse Thesaurus van Auteursnamen: 074382918
- LIBRIS: 259539
- Système universitaire de documentation: 111541999
- Virtual International Authority File: 47612333
- WorldCat: E39PBJg8By3hRJ6mc7qCHGXWXd